# Artediellus neyelovi
Artediellus neyelovi är en fiskart som beskrevs av Muto, Yabe och Amaoka, 1994. Artediellus neyelovi ingår i släktet Artediellus och familjen simpor. Inga underarter finns listade i Catalogue of Life.